# Организация оборонной науки и техники Австралии
Организация оборонной науки и техники Австралии является филиалом австралийского Министерства обороны, который исследует и развивает технологии для использования в австралийской оборонной промышленности.
Организация является ведущим учреждением правительства Австралии, отвечающим за применение науки и техники для охраны и защиты Австралии и её национальных интересов. Она поддерживает оборону Австралии, изучая будущие технологии для оборонных средств, предоставляя консультирование по вопросам приобретения военной техники, разработки новых оборонных возможностей и расширения существующих систем. Возглавляемый Главным оборонным учёным, организация имеет годовой бюджет в 400 миллионов долларов и насчитывает более 2300 сотрудников, это в основном учёные, инженеры, IT-специалисты и техники.

## История
Организация оборонной науки и техники Австралии была создана в 1974 году путём объединения Австралийской оборонно-научной службы и Научного отдела Министерства обороны. В течение следующих 20 лет различные другие австралийские лаборатории обороны были интегрированы в организацию.
- 1907 — начало оборонной науки в Австралии
- 1911 — создан первый завод взрывчатых боеприпасов
- 1912 — создан оружейный завод в Литгоу
- 1921 — создан Совет по поставке боеприпасов в Министерстве обороны
- 1940 — создано Министерство по боеприпасам
- 1946 — создана лаборатория оборонных исследований
- 1949 — создана Австралийская оборонно-научная служба
- 1949 — три новых лаборатории формируется в Солсбери
- 1956 — создана экспериментальная лаборатория ВМС Австралии
- 1957 — изобретен Дэвидом Уорреном черный ящик
- 1967 год — построен и запущен первый искусственный спутник Австралии.
- 1974 — В результате реструктуризации и оборонной реформы создается Организация оборонной науки и техники Австралии
- 2004 — Центр торпедных систем и Лаборатория морских экспериментов открылись в Эдинбурге
- 2007 — 100-летие оборонной науки в Австралии